# Polycystis hamata
Polycystis hamata is een platworm (Platyhelminthes). De worm is tweeslachtig. De soort leeft in het zoute water.
Het geslacht Polycystis, waarin de platworm wordt geplaatst, wordt tot de familie Polycystididae gerekend. De wetenschappelijke naam van de soort werd voor het eerst geldig gepubliceerd in 1986 door Karling.